# Barybas insulana
Barybas insulana är en skalbaggsart som beskrevs av Moser 1919. Barybas insulana ingår i släktet Barybas och familjen Melolonthidae. Inga underarter finns listade.